# Luis Lozano Rey

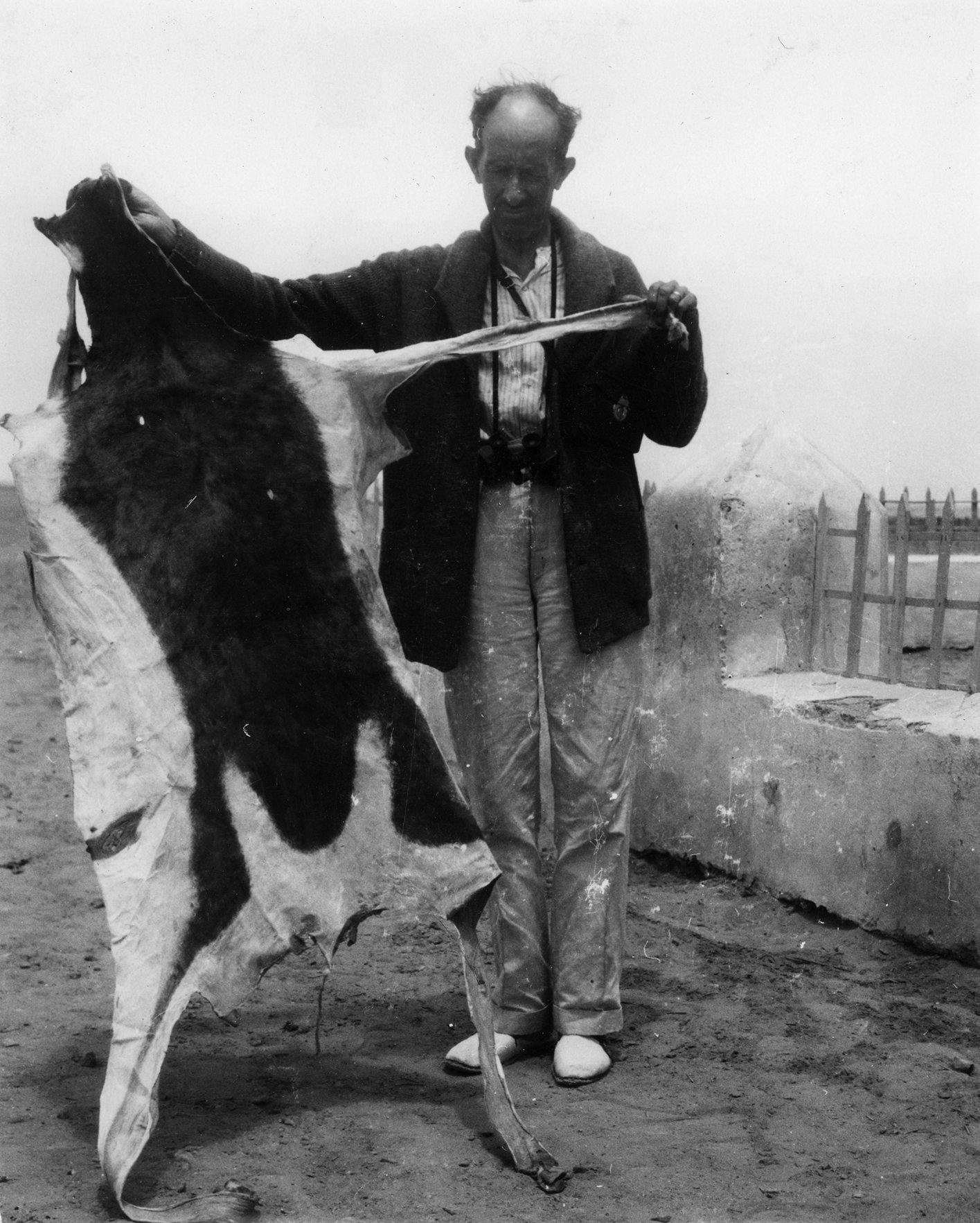
Lozano sujeta una piel de antílope Mohor.

Luis Lozano Rey (Madrid, 11 de julio de 1879 – 12 de septiembre de 1958) fue un naturalista español, miembro de la Real Academia de Ciencias Exactas, Físicas y Naturales.

## Biografía
Fue Doctor en Ciencias Naturales, Catedrático de Vertebrados de la Facultad de Ciencias de la Universidad de Madrid y jefe de la Sección de Vertebrados del Museo Nacional de Ciencias Naturales. A su vez ocupó cargos de asesor técnico de la Dirección General de Pesca y de profesor agregado del Instituto Español de Oceanografía. También fue Colaborador del Consejo Superior de Investigaciones Científicas. Autor de muy importantes publicaciones sobre ictiología, cuatro de ellas premiadas por la Academia.
Fue pensionado, a propuesta de la Junta para ampliación  de  estudios e investigaciones científicas, en 1908, para estudiar durante un año ictiología en París, Londres y Viena, en los Laboratorios de Georges Florentin Pruvot, Vaillant, Franz Steindachner y  Boulenger.